# Copa Súper 20
La Copa Súper 20 è una competizione ufficiale di pallacanestro per club argentini, disputata come torneo di qualificazione tra le 20 squadre partecipanti alla Liga Nacional de Básquet. Si qualificano alla Final Four della coppa le quattro squadre meglio classificate nella classifica della Liga Nacional al termine del girone d’andata. La competizione è organizzata dall’Asociación de Clubes..
La squadra vincitrice partecipa alla Supercopa de La Liga, dove affronta il campione della Liga Nacional.
L’attuale campione è il Boca Juniors, che ha sconfitto l'IACC Córdoba per 71 a 65 il 4 marzo 2025, conquistando così il suo primo titolo ufficiale nella competizione.
Il torneo assegna un posto alla squadra campione per partecipare alla Liga Sudamericana .

## Formato e regolamenti

### Regolamento
Ogni partita dura quaranta minuti, suddivisi in quattro quarti da dieci minuti ciascuno. Ogni squadra può richiedere due timeout nella prima metà della partita e tre nella seconda metà. Tra il primo e il secondo quarto, così come tra il terzo e il quarto, ci sono due (2) minuti di pausa; tra il secondo e il terzo quarto c’è un intervallo di quindici (15) minuti. In caso di parità al termine dei quattro quarti, si disputano tanti tempi supplementari quanti necessari per determinare un vincitore.

### Formato della competizione
- Fase di qualificazione: vi partecipano tutte le 20 squadre della Liga Nacional de Básquet. Le prime quattro classificate al termine del girone d’andata si qualificano per la Final Four.

- Final Four: si disputa in sede unica e con partite a eliminazione diretta. Le quattro squadre qualificate si affrontano prima in semifinale, poi nella finale. La vincente si proclama campione del torneo.[2]

## Albo d'oro
| Edizione | Anno          | Campione       | Ris.  | Finalista         | Sede                | Stadio             | Allenatore campione |
| -------- | ------------- | -------------- | ----- | ----------------- | ------------------- | ------------------ | ------------------- |
| I        | 2023 Dettagli | G. de Comodoro | 85-79 | Obras Sanitarias  | Buenos Aires        | El Templo del Rock | Martín Villagrán    |
| II       | 2024 Dettagli | Quimsa         | 97-80 | Ciclista Olímpico | Santiago del Estero | Vicente Rosales    | Leandro Ramella     |
| III      | 2025 Dettagli | Boca Juniors   | 71-65 | IACC Córdoba      | Rosario             | Salvador Bonilla   | Gonzalo Pérez       |

## Titoli per squadra
| Squadra           | Titoli | Finali | Edizioni vinte | Edizioni finale |
| ----------------- | ------ | ------ | -------------- | --------------- |
| G. de Comodoro    | 1      |        | 2023           |                 |
| Quimsa            | 1      |        | 2024           |                 |
| Boca Juniors      | 1      |        | 2025           |                 |
| Obras Sanitarias  |        | 1      |                | 2023            |
| Ciclista Olímpico |        | 1      |                | 2024            |
| IACC Córdoba      |        | 1      |                | 2025            |

## MVP della Finale
| Edizione | Nazionalità | Giocatore        | Squadra        |
| -------- | ----------- | ---------------- | -------------- |
| 2023     | Cuba        | Yoanki Mencia    | G. de Comodoro |
| 2024     | Argentina   | Tayavek Gallizzi | Quimsa         |
| 2025     | Argentina   | Marcos Delía     | Boca Juniors   |